# 中小企業診断士
中小企業診断士（ちゅうしょうきぎょうしんだんし）とは、中小企業診断士の登録等及び試験に関する規則（平成12年通商産業省令第192号）に基づき登録された者を指す。この省令の根拠となる中小企業支援法（昭和38年法律第147号）では「中小企業の経営診断の業務に従事する者」とされる。
英名はRegistered Management Consultantである。

## 概要
「中小企業支援法」に基づく国家資格、もしくは国家登録資格である。近年は資格認定試験ではなく、登録養成機関の認定履修方式による登録資格者が増加傾向にある（登録養成機関による認定者も1次試験は通過している必要がある）。
根拠法である「中小企業支援法」には、業務独占資格（資格がなければ業務を行ってはならない）とする規定はないが、「中小企業支援事業の実施に関する基準を定める省令」において経営の診断又は経営に関する助言を行うものとして中小企業診断士を指定しており、政府および地方自治体が行う経営診断業務を行うものを登録する制度という位置づけになっている。また、中小企業指導法時代はあくまでも公的な診断業務を担うものという位置づけのみであったが、中小企業支援法として改正されたあとは、位置づけに変化が見られ、一定以上の能力を持つ民間コンサルタントを認定する制度という意味合いが強くなっている。
一方、法律上は名称独占資格（資格がなければ名称を使用してはならない）とする規定もないが、一般的には名称独占資格に準じる扱いを受ける場合が多い
。これは法律上の規定がなくても国家登録資格である以上、経済産業省への登録を完了すれば、中小企業診断士の資格名称が担保されることからくるものと思われる。中小企業庁のウェブサイト内でも「中小企業診断士の登録を消除されたものは同資格を名乗ったり、名刺や履歴書に記載することができなくなる」という趣旨の記述がある。
野村総合研究所は、オックスフォード大学の研究者との共同研究として2015年に発表した「コンピュータ技術による人工知能やロボットへの職業代替確率」において、代替可能性が低い100種の職業の1つに選定している。

## 業務等

### 業務概要
前述のように経済産業省令で中小企業支援事業における経営診断又は助言を担うものとして規定されていることもあり、中小企業基盤整備機構、商工会議所、都道府県等の中小企業に対する専門家派遣や経営相談、及びそれら中小企業支援機関のプロジェクトマネージャーの募集などには中小企業診断士が条件となっている場合がある。また、これら公的機関からの受注が仕事の柱になっている中小企業診断士も存在する。また、産業廃棄物処理業診断（産業廃棄物処理業者の許可申請に必要となる財務診断）における経理的基礎を有さないと判断する際の診断書の作成は、環境省の通達により中小企業診断士が行うことがほとんどであると考えられる。
位置づけとしては、国や地方自治体、商工会議所の実施する中小企業への経営支援を担う専門家としての側面と民間のコンサルタントとしての2つの側面を持つが、公的な仕事を中心とする診断士と民間業務を中心とする診断士に二極化する傾向があり、公的業務の割合が高い診断士4割程度、民間業務の割合が高い診断士が5割程度、両者半々等が1割程度となっている。
なお、社団法人中小企業診断協会が2005年9月に行った調査によると、中小企業診断士の業務内容の日数は、「経営指導」が27.5％、「講演・教育訓練業務」が21.94％、「診断業務」が19.69％、「調査・研究業務」が12.84％、「執筆業務」が11.56％となっている。
コンサルティング等の各種業務は中小企業診断士でなくとも行うことができる。しかし、診断士登録者には、国や都道府県等が設置する中小企業支援機関に専門家として登録の上で前述の公的な経営支援業務に加われること、経営コンサルタントとしての信用力が向上すること、中小企業診断士のネットワークを活用できることなどのメリットが存在する。

### 独立開業者の割合
中小企業診断士として独立している者の割合は27.6％（2005年12月時点）、登録者のうちの7割以上は独立開業を行わず、企業内にとどまる「企業内診断士」となっており、弁護士、税理士、不動産鑑定士などの他の士業と比較して独立開業する者の割合が低いのが現状である。また、定年退職まで企業内で勤務し、退職後に独立する「年金診断士」と呼ばれる者もいる。
これらの理由としては、中小企業診断士の試験内容が経営やマーケティング全般におよび、ビジネスパーソンとしての資質向上に直結するため、自己啓発を目的とした登録者が多いこと、また業務の性質上、独立に際しては、相応の実践的スキルが必要になることなどが考えられる。前述した中小企業診断協会の調査でも、中小企業診断士の登録をした動機のトップは「経営全般の勉強等自己啓発、スキルアップを図ることができるから」となっている。また、「企業内診断士」が独立開業を行わない（独立開業を予定していない）理由として経済的不安とともに現在の能力不足が上位に入っている。
これらに続く理由として現在の職場に満足していることや、現在に比べて年収が低下することがあげられている。これは、中小企業診断士登録者は大企業勤務者も多く、独立した場合に年収が下がるケースが多いことも原因の一つである。
また実務上、税務相談・法律相談を受けることが多いが「企業内診断士」は銀行・信用金庫などの組織に所属する者が多いため、法律上のリスクがある場合は所属組織の顧問士業者に業務を委託することができるが、「独立開業者」の場合、実務上他の士業者の法律を侵さずに活動するためには、各士業者との連携をできる関係を構築する必要がある。

### 収入
前述の中小企業診断協会が行った調査によると、コンサルタント業務の稼働日数が100日以上の独立診断士の年収のボリュームゾーンは「501万円から800万円以内」（対象者の19.6％）となっている。なお、「3,001万円以上」を除いた平均は739.3万円である（コンサルティング関連業務のみの年収で他士業兼業者の書類作成・提出代行業務等は含まれない）。

## 沿革
- 1952年(昭和27年) - 通商産業省により中小企業診断員登録制度が創設される。
- 1963年(昭和38年) - 中小企業指導法（現行の中小企業支援法）が制定され、国や都道府県が行う中小企業指導事業に協力する者として中小企業診断員の位置付けを法定化（第6条）。ただし、法律上はあくまでも通商産業大臣が登録を行うことのみを定めており、具体的な内容は「中小企業指導事業の実施に関する基準を定める省令（指導法基準省令）」（昭和38年通商産業省令第123号)第4条に、試験についてはさらに通商産業省告示で定める登録規則に根拠を置いていた。
- 1969年(昭和44年) - 中小企業診断員を中小企業診断士に改称。
- 1986年(昭和61年) - 従来、商業と工鉱業の二つであった登録部門に「情報」を追加。
- 2000年(平成12年) - 中小企業指導法の大幅改正（このとき、表題を「中小企業支援法」に変更）により、以下のとおり大きな制度改革を実施。
  - 中小企業診断士の位置付けを「国や都道府県が行う中小企業指導事業に協力する者」から「中小企業の経営診断の業務に従事する者」に変更
  - 登録の根拠条文の独立化(第11条)
  - 試験の根拠規定の創設(第12条)
  - あわせて、指導法基準省令の大幅改正（現行表題は、「中小企業支援事業の実施に関する基準を定める省令（支援法基準省令）」）と、新たな試験について「中小企業診断士の登録等及び試験に関する規則（登録等規則）」（平成12年通商産業省令第192号）を制定。登録部門の区分はなくなり、一本化された。
  - 第1次試験を選択式（マークシート）とし、第2次試験を筆記試験（事例問題）及び口述試験として、第3次試験（実習）を試験合格後の実務補習に移行
- 2001年(平成13年) - 制度改正後初の中小企業診断士試験を実施。
- 2005年(平成17年) - 新試験制度5年経過にあわせて見直しを実施するため支援法基準省令及び登録等規則の改正が行われた。
  - 第1次試験に科目合格制（3年間有効）、一部科目の第2次試験への移行及び合格基準の弾力化措置を導入
  - 従来中小企業大学校のみに設置されていた中小企業診断士養成課程を民間の登録養成機関にも開放するとともに、養成課程受講資格に第1次試験合格を必須化（いわゆる「第1次試験の共通一次化」）
  - 更新要件のうち実務の従事要件の強化及び登録休止・再登録制度を導入
- 2006年(平成18年) - 見直し後初の中小企業診断士試験を実施。

## 登録要件
中小企業診断士として登録を受けるには、以下のいずれかの登録要件を満たす必要がある。
- 中小企業診断士第2次試験に合格した後3年以内に、実務従事要件を満たすか、登録実務補習機関における実務補習(15日間)を受講し修了すること。
  - 2015年7月現在の登録実務補習機関は、一般社団法人中小企業診断協会である。
- 中小企業診断士第1次試験に合格した年度及びその翌年度に、独立行政法人中小企業基盤整備機構中小企業大学校又は登録養成機関が開講する中小企業診断士養成課程の受講を開始し、修了すること。
  - 中小企業大学校における平成22年度の養成課程の開講は、東京校（東京都東大和市）に限られる。平成19年度に関西校（兵庫県福崎町）においても開講する予定であったが、未だ調整中（延期見込）。
  - 2019年1月現在の登録養成機関は、以下の通り。
    - 法政大学大学院イノベーション・マネジメント研究科（東京都千代田区）
    - 公益財団法人日本生産性本部（東京都渋谷区）
    - 株式会社日本マンパワー（東京都千代田区）
    - 名古屋商科大学大学院マネジメント研究科（愛知県名古屋市・東京都千代田区・大阪府大阪市）
    - 一般社団法人中部産業連盟（愛知県名古屋市）
    - 東海学園大学大学院経営学研究科（愛知県みよし市・名古屋市）
    - 東洋大学大学院経営学研究科（東京都文京区。平成22年4月から開講）
    - 千葉商科大学大学院商学・経済学・政策情報学研究科合同コース（千葉県市川市。平成22年3月から開講）
    - 兵庫県立大学大学院経営研究科（神戸市西区。平成22年3月から開講）
    - 城西国際大学大学院経営情報学研究科（東京都千代田区。平成23年3月から開講）
    - 日本工業大学大学院技術経営研究科（東京都千代田区）
    - 大阪経済大学中小企業診断士養成課（大阪府中央区。平成31年2月から開講[6]）
    - 札幌商工会議所（北海道札幌市）

### 更新要件
登録の有効期間は5年間であり、以下の更新要件をいずれも満たした上で登録の更新が必要となる。
- 新しい知識の補充に関する要件（5年間で5回。理論政策更新研修、論文審査等による。）
- 実務の従事要件（5年間で30日以上。）

なお、更新要件を満たすことができない場合には、登録の休止を行い、15年以内に一定の要件を満たすことにより再登録が可能である。
（休止期間中であっても業務再開申請可能期間中（15年間）であれば、中小企業診断士としての経営診断の業務を休止している旨を伝えることを条件に、中小企業診断士を名乗ることができる）

## 試験
中小企業診断士試験は、中小企業支援法第12条の規定に基づき国（経済産業省）が実施する国家試験であり、試験事務は指定試験機関である一般社団法人日本中小企業診断士協会連合会（旧・中小企業診断協会）が実施している。
試験は第1次試験と第2次試験に分かれ、1次試験は全国10地区（札幌・仙台・東京・名古屋・金沢・大阪・広島・四国・福岡・那覇）、2次試験は金沢・四国・那覇を除く7つの地区の会場で実施される。那覇が1次試験の会場として追加されたのは2012年からである。金沢・四国は「試験的」に2023年から追加された。その時点では四国は2023年は松山、2024年は高松とし、以後両都市で交互に開催するとしていたが、2024年3月に発表された同年度の試験案内では前年度に引き続いて松山で実施する形に変更された。2025年も松山である。
2025年度からは受験申込が、従来の紙からインターネット受付（ただしフィーチャーフォンからは不可）に変更された。
中小試験診断士試験に合格するまでに必要な勉強時間は、約800時間 - 1,000時間とされている。

### 第1次試験
中小企業診断士となるのに必要な学識を判定するもので、多肢選択式で実施されている。平成18年度からは以下の科目編成となり、科目合格制が導入されている。科目合格の有効期間は3年間である。受験資格は設けられていないため、誰でも受験することができる。
1日目
- 経済学・経済政策:60分
- 財務・会計：60分
- 企業経営理論：90分
- 運営管理（オペレーション・マネジメント）：90分

　　（生産管理・生産技術・店舗運営・ロジスティックス含む）
2日目
- 経営法務：60分
- 経営情報システム：60分
- 中小企業経営・中小企業政策：90分

#### 科目免除
第1次試験の一部の科目については、特定の国家試験の合格者に対する免除措置があり、申請によって一部科目の免除を受けることができる。免除科目と対象となる国家資格を以下に記す。
経済学・経済政策
- 公認会計士試験の論文試験において経済学を選択して合格した者
- 不動産鑑定士または不動産鑑定士補の資格を有する者
- 経済学博士の称号を有する者
- 大学等の経済学の教授・准教授・助教授を通算3年以上務めた者

財務・会計
- 公認会計士または会計士補の資格を有する者
- 税理士資格を有する者

経営法務
- 弁護士資格を有する者

経営情報システム
- 技術士情報工学部門の資格を有する者
- 情報処理技術者試験のうち、一部の区分（ITストラテジスト試験、プロジェクトマネージャ試験、システムアーキテクト試験、システム監査技術者試験、応用情報技術者試験のうちのいずれか）の合格者。
  - ITストラテジスト試験の前身であるシステムアナリスト試験でも代用可能。ただし、上級システムアドミニストレータ試験（上級シスアド）は対象外。
  - システムアーキテクト試験はアプリケーションエンジニア試験および特種情報処理技術者試験でも代用可能。ただしプロダクションエンジニア試験での代用はできない。
  - 情報処理システム監査技術者試験の合格者も、システム監査技術者試験の合格者と同等の扱いとする。
  - 応用情報技術者試験の前身であるソフトウェア開発技術者試験および第一種情報処理技術者試験の合格者も、応用情報の合格者と同等の扱いとする。ただし、第一種情報処理技術者認定試験は対象外とする。
  - ネットワークスペシャリスト試験、データベーススペシャリスト試験、エンベデッドシステムスペシャリスト試験、情報セキュリティスペシャリスト試験、ITサービスマネージャ試験、基本情報技術者試験、初級システムアドミニストレータ試験（初級シスアド）、情報セキュリティアドミニストレータ試験（情報セキュアド）、情報セキュリティマネジメント試験、ITパスポート試験は科目免除の対象外である。これは前身に相当する区分も同様である（例：第二種情報処理技術者試験は基本情報技術者試験と同等の試験として扱う。）。
    - 情報セキュリティスペシャリスト試験の後継資格である情報処理安全確保支援士（登録情報セキュリティスペシャリスト）も、科目免除の対象外である。

#### 第1次試験に関する正解・配点の公表等
中小企業診断士第1次試験では、平成17年度から正解肢と配点が公表されるようになった。正解肢と配点の発表は、中小企業診断協会のサイト上で試験の翌日もしくは翌々日に行われる（試験実施が土日で、月曜日の午後にアップされる）。
正解肢の公表による試験制度の改善効果としては次のような例がある。平成17年度試験では、「企業経営理論」で問題が成り立っていない、「没問」の存在が明らかとなった。この訂正は、出題の前提となっている社会保険制度の仕組みの認識自体が根本的に誤っており、正解肢発表の時点で同時に没問発表が行われた。
平成18年度試験では「運営管理」で正解肢が2つ存在するという訂正を行った。これは、受験機関であるLEC東京リーガルマインドが抗議を行ったことによって、後日訂正されたものである。

#### 台風による第1次試験中止
2023年度の第1次試験では、那覇会場が台風6号の接近に伴い、試験を中止することが実施前日の8月4日に中小企業診断協会から発表された。同会場で受験予定だった受験者に対する扱いは決まり次第別途発表するとしていた。2001年に現行の試験制度になって以来、試験の実施中止は初めて。報道によると、那覇会場での受験予定者は約250人だった。受験生の間からは、救済措置を求める意見がSNSなどに寄せられ、オンライン署名活動も起こされたと報じられた。所管となる経済産業大臣の西村康稔は8月6日に自身のX（旧Twitter）アカウントで、「再試験が実施できるよう、試験を運営する中小企業診断協会に検討を指示しました」と記載した。これに対して協会は、8月6日の時点でNHKの取材に「再試験については、問題の作成などに時間と労力がかかり実施するのは困難です。中小企業庁とも協議のうえ近く対応を決めたい」というコメントを寄せていたが、8月8日に「経済産業省の指示により、那覇地区の受験申込者の皆様に対して再試験が実施できるよう 、検討しているところです」という告知をウェブサイト上に発表した。8月12日に経済産業省はウェブサイトで、那覇会場の第1次試験受験者については今年中に再試験を実施すること、それに先だって10月29日に実施される第2次筆記試験の受験資格を特例措置として関係省令を改正した上で与えることを発表した。同月18日に経済産業省は省令改正に関するパブリックコメントを開始し、これを受けて中小企業診断協会は、省令改正後の9月6日に該当者に対して第2次試験の案内を発送することと、第1次試験の再試験は「年内目途に開催できるよう準備を進めて」いることをウェブサイト上で発表した。9月6日に、中小企業診断協会は那覇地区の第1次試験受験申込者に対して、12月23日と24日に再試験を実施すること、それに先だって実施される第2次試験の受験資格を該当者に与えることを正式に発表した。再試験を希望しない受験者に対しては期間を限定して受験料返還の手続きを実施すること、再試験を受験しなくても過去の科目合格有効期間は延長しないこと、那覇地区の第1次再試験合格者の第2次試験受験資格は今年の第2次試験受験に関係なく来年度までであることも併せて発表された。再試験については他地区との公平性を確保するため、得点調整を必要に応じて行うとしている。なお、第2次試験については従来同様那覇地区では実施されない。

### 第2次試験
第1次試験合格者を対象に、中小企業診断士となるのに必要な応用能力を判定するものであり、筆記試験（事例に関する記述試験）及び口述試験（筆記試験合格者に対する面接試験）の方法で実施される。筆記試験の内容は「紙上診断」であり、第1次試験で試された基礎知識を実務で生かせるか否かが問われる。
筆記試験の受験資格を有するのは前年度と当年度の第1次試験合格者である。すなわち、第1次試験合格から1年余りのうちに第2次試験を合格しなければ、再び第1次試験の受験が必要になる。なお、令和元年度から3年度までの第1次試験合格者のうち、新型コロナウイルス感染症の罹患もしくはその疑いにより第2次試験を受験できなかったことが確認できる場合には、申請により1年の受験期間延長が認められている。
平成12年度以前の制度で第1次試験に合格している者（平成13年度以降に第2次試験を受験した者を除く。また、平成13年度以降の第1次試験に合格し、第2次試験を受験した場合も除く。）については、1回に限り第2次試験の受験または中小企業大学校の養成課程もしくは国に登録された登録養成課程の受講が可能。
なお、第2次試験（筆記試験）は4つの事例問題で構成され、その表題および対象は以下のとおりである。
- 中小企業の診断及び助言に関する実務の事例 I （組織（人事を含む））：80分
- 中小企業の診断及び助言に関する実務の事例 II （マーケティング・流通）：80分
- 中小企業の診断及び助言に関する実務の事例 III （生産・技術）：80分
- 中小企業の診断及び助言に関する実務の事例 IV （財務・会計）：80分

平成21年度第2次試験（筆記試験）出題の趣旨
平成22年度第2次試験（筆記試験）出題の趣旨
平成23年度第2次試験（筆記試験）出題の趣旨
平成24年度第2次試験（筆記試験）出題の趣旨
平成25年度第2次試験（筆記試験）出題の趣旨
平成26年度第2次試験（筆記試験）出題の趣旨
※1事例ごとに500字～800字の論述式で、計4事例出題される。事例IV（財務・会計）のみ計算問題+論述式。

### 過去の試験合格率の推移

#### 第1次試験
| 年度                                                                                                | 申込者数(人) | 受験者数(人) | 試験合格者(人) | 試験合格率(％) |
| --------------------------------------------------------------------------------------------------- | ------------ | ------------ | -------------- | -------------- |
| 平成13年度                                                                                          | 10,025       | 8,837        | 4,529          | 51.3           |
| 平成14年度                                                                                          | 12,447       | 10,572       | 3,355          | 31.7           |
| 平成15年度                                                                                          | 14,692       | 12,449       | 2,021          | 16.2           |
| 平成16年度                                                                                          | 15,131       | 12,554       | 1,970          | 15.7           |
| 平成17年度                                                                                          | 13,476       | 11,000       | 2,445          | 22.2           |
| 平成18年度                                                                                          | 16,595       | 12,542       | 2,791          | 22.3           |
| 平成19年度                                                                                          | 16,845       | 12,776       | 2,418          | 18.9           |
| 平成20年度                                                                                          | 17,934       | 13,564       | 3,173          | 23.4           |
| 平成21年度                                                                                          | 20,054       | 15,056       | 3,629          | 24.1           |
| 平成22年度                                                                                          | 21,309       | 15,922       | 2,533          | 15.9           |
| 平成23年度                                                                                          | 21,145       | 15,803       | 2,590          | 16.4           |
| 平成24年度                                                                                          | 20,210       | 14,981       | 3,519          | 23.5           |
| 平成25年度                                                                                          | 20,005       | 14,252       | 3,094          | 21.7           |
| 平成26年度                                                                                          | 19,538       | 13,805       | 3,207          | 23.2           |
| 平成27年度                                                                                          | 18,361       | 13,186       | 3,426          | 26.0           |
| 平成28年度                                                                                          | 19,444       | 13,605       | 2,404          | 17.7           |
| 平成29年度                                                                                          | 20,118       | 14,343       | 3,106          | 21.7           |
| 平成30年度                                                                                          | 20,116       | 13,773       | 3,236          | 23.5           |
| 令和元年度                                                                                          | 21,163       | 14,691       | 4,444          | 30.2           |
| 令和2年度                                                                                           | 20,169       | 11,785       | 5,005          | 42.5           |
| 令和3年度                                                                                           | 24,495       | 16,057       | 5,839          | 36.4           |
| 令和4年度                                                                                           | 24,778       | 17,345       | 5,019          | 28.9           |
| 令和5年度 ※上段は本試験、下段は再試験                                                               | 25,986       | 18,621       | 5,521          | 29.6           |
| 令和5年度 ※上段は本試験、下段は再試験                                                               | 206          | 134          | 39             | 29.1           |
| 令和6年度                                                                                           | 25,317       | 18,209       | 5,007          | 27.5           |
| 注 試験合格者に科目合格者は含まれない。また、平成18年度以降の受験者数は欠席科目がない受験者である。 |              |              |                |                |

令和5年度の申込者数25,986人は過去最高である。

#### 第2次試験
| 年度                                                      | 申込者数(人) | 受験者数(人) | 筆記合格者(人) | 試験合格者(人) | 試験合格率(％) |
| --------------------------------------------------------- | ------------ | ------------ | -------------- | -------------- | -------------- |
| 平成13年度                                                | 5,976        | 5,872        | 628            | 627            | 10.7           |
| 平成14年度                                                | 6,549        | 6,394        | 651            | 638            | 10.0           |
| 平成15年度                                                | 4,281        | 4,186        | 714            | 707            | 16.9           |
| 平成16年度                                                | 3,237        | 3,189        | 648            | 646            | 20.3           |
| 平成17年度                                                | 3,646        | 3,589        | 704            | 702            | 19.6           |
| 平成18年度                                                | 4,131        | 4,014        | 806            | 805            | 20.1           |
| 平成19年度                                                | 4,060        | 3,947        | 800            | 799            | 20.2           |
| 平成20年度                                                | 4,543        | 4,412        | 877            | 875            | 19.8           |
| 平成21年度                                                | 5,489        | 5,331        | 955            | 951            | 17.8           |
| 平成22年度                                                | 4,896        | 4,736        | 927            | 925            | 19.5           |
| 平成23年度                                                | 4,142        | 4,003        | 794            | 790            | 19.7           |
| 平成24年度                                                | 5,032        | 4,878        | 1,220          | 1,220          | 25.0           |
| 平成25年度                                                | 5,078        | 4,907        | 915            | 910            | 18.5           |
| 平成26年度                                                | 5,058        | 4,885        | 1,190          | 1,185          | 24.3           |
| 平成27年度                                                | 5,130        | 4,941        | 944            | 944            | 19.1           |
| 平成28年度                                                | 4,539        | 4,394        | 842            | 842            | 19.2           |
| 平成29年度                                                | 4,453        | 4,279        | 830            | 828            | 19.4           |
| 平成30年度                                                | 4,978        | 4,812        | 906            | 905            | 18.8           |
| 令和元年度                                                | 6,161        | 5,954        | 1,091          | 1,088          | 18.3           |
| 令和2年度                                                 | 7,082        | 6,388        | 1,175          | 1,174          | 18.4           |
| 令和3年度                                                 | 9,190        | 8,757        | 1,605          | 1,600          | 18.3           |
| 令和4年度                                                 | 9,110        | 8,712        | 1,632          | 1,625          | 18.7           |
| 令和5年度                                                 | 8,601        | 8,241        | 1,557          | 1,555          | 18.9           |
| 令和6年度                                                 | 8,442        | 8,142        | 1,517          | 1,516          | 18.7           |
| 注 平成18年度以降の受験者数は欠席科目がない者（有効数）。 |              |              |                |                |                |

## 特典
- 2019年（平成31年）度より、以下のいずれかの条件を満たす者は、技術士試験（経営工学部門）の第一次試験専門科目の受験が免除される[23]。
  - 中小企業診断士登録者
  - 中小企業診断士の養成課程又は登録養成課程を修了した者。有効期間は当該修了日から3年以内。
  - 中小企業診断士試験の第二次試験に合格した者。有効期間は当該合格日から3年以内。